# Lažany (Libereci járás)
Lažany település Csehországban, a Libereci járásban. Lažany Paceřice, Čtveřín, Přepeře és Ohrazenice településekkel határos. Lakosainak száma 246 fő (2024. január 1.).

## Népesség
A település lakosságának változását az alábbi diagram mutatja:
| Lakosok száma | 304  | 320  | 319  | 213  | 178  | 199  | 222  | 222  | 228  | 246  |
|               | 1869 | 1890 | 1921 | 1950 | 1980 | 2001 | 2017 | 2019 | 2022 | 2024 |